# Di Gi Charat
Di Gi Charat (jap. デ・ジ･キャラット, De Ji Kyaratto) ist eine Werbefigur der Firma Broccoli und eine Anime-Fernsehserie aus dem Jahr 1999. Nach der Serie wurden OVAs, Mangas und weitere Produkte mit der Figur veröffentlicht.

## Werbefigur Di Gi Charat
Die Figur Di Gi Charat, kurz Dejiko, und ihr Begleiter Gema traten erstmals 1998 im Magazin From Gamers der Ladenkette Gamers des Konzerns Broccoli auf. Der Zeichner Koge Donbo entwickelte die Figuren im gleichen Jahr in einem Comicstrip weiter. Danach wurde die Figur das Maskottchen der Ladenkette, 1999 folgte der erste Anime.

## Inhalt
Die Außerirdischen Di Gi Charat (デ・ジ・キャラット), Petit Charat (プチ・キャラット, Puchi Kyaratto) und Gema (ゲマ) landen auf der Erde, um Popstars zu werden. Da sie keine Bleibe haben, kommen sie im Laden Gamers unter, in dem sie von da an arbeiten. Di Gi Charat muss sich mit der Mitarbeiterin Rabi~en~Rose (ラ・ビ・アン・ローズ, Ra bi an rōzu, von frz. La vie en rose) auch Hikaru Usada, auseinandersetzen, die sie immer wieder ärgert und auch die Kunden sind mit den drei Außerirdischen nicht immer zufrieden. So beschwert sich einer über deren Sprachfehler: Sie beenden alle Sätze mit -nyo, -nyu oder -gema.

## Anime-Fernsehserie
Das Studio Madhouse produzierte 1999 die 16-teilige Anime-Fernsehserie unter der Regie von Hiroaki Sakurai. Das Charakterdesign entwarfen Koge Donbo und Yoshinobu Yamakawa und die künstlerische Leitung übernahm Yuji Ikeda. Die Serie wurde vom 29. November 1999 bis zum 23. Dezember 2000 von TBS in Japan ausgestrahlt.
Die Serie wurde von Synch-Point auf Englisch veröffentlicht.

### Synchronisation
Am 2. Mai 1999 wurde ein freies Vorsprechen für die Hauptrolle veranstaltet an dem 525 Personen teilnahmen. In die Endrunde kamen 15 Teilnehmer. Gewonnen wurde das Vorsprechen von Asami Sanada, wobei die 13-jährige Miyuki Sawashiro derartig überzeugte, dass sie den Sonderpreis der Jury und ebenfalls eine Rolle bekam. Für beide war es das Debüt ihrer Synchronsprecherkarriere. Des Weiteren erhielten drei weitere Personen einen Preis für außerordentliche Darbietung aber keine Rolle: das spätere Okashi-kei-Gravure Idol Miyoko Sakurai (桜井 美代子) unter dem Namen Akane Kitakawa (北川 あかね), sowie Saki Nakajima (中島 沙樹) und Manabi Mizuno (水野 愛日), die beide vorher schon kleinere Rollen als Synchronsprecher hatten. Unter den verbliebenen der 15 der Endrunde waren ebenfalls die Synchronsprecher Minako Ozawa (小沢 美奈子), Kaori Tagami (たがみ かおり), Miwa Kōzuki (倖月 美和) und Masumi Asano (浅野 真澄).
| Rolle        | Japanischer Sprecher (Seiyū) |
| ------------ | ---------------------------- |
| Di Gi Charat | Asami Sanada                 |
| Rabi~en~Rose | Kyoko Hikami                 |
| Petit Charat | Miyuki Sawashiro             |
| Gema         | Yoshiko Kamei                |

### Musik
Die Musik der Serie wurde komponiert von Yusuke Sakamoto. Der Vorspanntitel Only One, No. 1 stammt von Masami Okui und das Abspannlied Happy Day von Asami Sanada, Miyuki Sawashiro und Kyoko Hikami.

## Adaptionen

### Specials
Nach der Serie wurden mehrere Specials ausgestrahlt.
Das erste war das Summer Special (サマースペシャル) im August 2000. Dezember des Jahres folgte ein Christmas Special (クリスマススペシャル). Im Frühling wurde ein vier Folgen umfassendes Ohanami Special (お花見すぺしゃる) gesendet im August 2001 das Baiu Special (梅雨スペシャル, dt. „Regenzeit-Special“) und das Natsuyasumi Special (夏休みスペシャル, dt. „Sommerferien-Special“) mit je 2 Folgen.

#### Winter Garden
Am 23. und 24. Dezember 2006 wurde das 2-teilige Weihnachtsspecial Winter Garden ausgestrahlt. In diesem Slice-of-Life-Anime ist Dejiko 20 Jahre und Puchiko etwa 15 Jahre alt. Die Charaktere tragen nicht mehr markanten Sachen, besitzen ihren Sprachfehler nicht mehr und besitzen auch eine andere Persönlichkeit. Der Anime ist eine Romanze in der sich Dejiko in einen Jungen verliebt.

### Film
Der 20-minütige Anime-film Di Gi Charat: Hoshi no Tabi (デ・ジ・キャラット 星の旅) kam im Dezember 2001 in die japanischen Kinos.

### Weitere Fernsehserien
Im Jahr 2002 folgte die Serie Panyo Panyo Di Gi Charat (ぱにょぱにょデ・ジ・キャラット) mit 48 fünfminütigen Folgen.
Von 2003 bis 2004 wurde in Japan die Fernsehserie Di Gi Charat nyo (デ・ジ・キャラットにょ) ausgestrahlt, die 104 zwölfminütige Episoden umfasst.

### OVA
2003 erschien in Japan die Original Video Animation Di Gi Charat Gekijō: Piyoko ni Omakase pyo! (デ・ジ・キャラット劇場 ぴよこにおまかせぴょ!), die auch als Manga umgesetzt und ins Englische übertragen wurde.

### Mangas
Der erste Manga mit der Figur Di Gi Charat erschien 2000 in Japan beim Verlag Media Works unter dem Titel Di Gi Charat. Er umfasst vier Bände und wurde unter anderem ins Koreanische, Englische und Französische übersetzt. Eine deutsche Übersetzung erschien bei Egmont Manga und Anime, die Übersetzerin war Christine Steinle.
Dem ersten Manga folgten 2003 Di Gi Charat Theater, Di Gi Charat Theater: Dejiko’s Adventure und Di Gi Charat: Dejiko à la Mode, sowie noch viele weitere.

## Tonveröffentlichungen
Zur Serie erschienen mehrere Musikalben mit Soundtracks und von den Synchronsprechern gesungenen Liedern. Des Weiteren erschienen mehrere Hörspiel-CDs.

## Spiele
Das Adventure Di Gi Charat Fantasy (デ・ジ・キャラット ファンタジー) erschien für die Konsole Dreamcast und Windows, später auch für Playstation 2 mit dem Namenszusatz Excellent (エクセレント). 2002 folgte die Spielereihe Dejiko-mmunication (でじこミュニケーション) für den Game Boy Advance. Außerdem erschien für den Game Boy Color Di Gi Charat: Dejiko no Mājan Party ein Mah-Jongg-Spiel.
Des Weiteren wurde das Sammelkartenspiel Di Gi Charat C.C.G. veröffentlicht.